# Ghada Jamsheer
Ghada Youssef Jamsheer (o Jamshir) (en árabe غادة يوسف جمشير) (Muharraq (Baréin); 26 de junio de 1967) es una escritora, periodista y activista por los derechos de la mujer bahreiní.  Como presidenta del Comité de Petición Femenino (en árabe لجنة العريضة النسائية بالبحرين) (grupo formado en octubre de 2002) y de la Asociación Comunitaria de Baréin para Combatir la Violencia contra las Mujeres (en árabe الشراكة المجتمعية البحرينية لمناهضة العنف ضد المرأة), aboga por una reforma de la Sharia que rige los tribunales de Baréin y la articulación de una ley de familias que brinde el reconocimiento de derechos como el divorcio a las mujeres.

## Lucha y peticiones
La lucha de Jamsheer, y otras muchas activistas bahreiníes, pretende una reforma de la sharia que rige los tribunales del país y el establecimiento de tribunales civiles. Así como la redacción de una ley de familia que incluya a los Chiíes (la justicia bahreiní está dividida en estas dos ramas del islam), ya que la actual, de 2009, solo se aplica a la población Suní, siendo la mayoría del país chií, estando, por lo tanto, fuera de esta ley.
Pese a las reformas que el rey Hamad bin Isa Al Jalifa llevó a cabo en 2002, donde se instauraron el voto femenino y la posibilidad de ser electas para cargos políticos públicos, las activistas por los derechos de la mujer demandan leyes que regulen el estado personal, permitan el divorcio, regulen el linaje y la paternidad y eleven la edad de matrimonio a los 22 años; en general, la codificación y reforma de las leyes familiares, ya que al no estar codificadas las sentencias recaen en la subjetividad del juez de la sharia pertinente. El Comité de Petición Femenino recogió 1.700 firmas que demandaban una reforma legislativa y judicial de los tribunales de la sharia; denunciando la supuesta corrupción e incompetencia de la justicia religiosa del país.

## Problemas con la justicia
A partir de 2003 la presencia de Jamsheer se va haciendo cada vez más notable, sobre todo a raíz de sus continuas apariciones en medios de comunicación con discursos duros y directos en contra del machismo estructural intrínseco al sistema judicial del país y a la corrupción de Hamad bin Isa Al Jalifa y la familia real. Tras estas denuncias públicas que no gustaron al régimen, se realizó una sentada silenciosa frente al Ministerio de Justicia barheitiano que demandaba un estatuto civil unificado para chiíes y suníes y la no mediación de los tribunales de la sharia.
En 2005, el Comité de Petición Femenino exigió la destitución del fiscal general por haber sido juez del Tribunal de Seguridad del Estado, así como la reforma del Ministerio Público y la persecución de toda forma de discriminación institucional hacia la mujer. Su experiencia personal, la de una mujer divorciada que tuvo que luchar por la custodia de sus hijos, le inspiró para luchar por el cambio del régimen jurídico. Jamsheer realizó unos comentarios sobre un juez de un tribunal de familia y al esposo de una víctima de violencia de género por los que se la acusó de calumnias y difamación. Acusada de tres cargos criminales, se enfrentaba a tres juicios distintos y una sentencia total de 15 años de prisión; los cargos fueron retirados el 19 de junio de 2005, pero la presión sobre ella continuó. Este mismo año publicó un libro, The Executioner and the Victim in Sharia Courts, exponiendo los fallos de la justicia de la sharia mediante casos de mujeres que habían sido tratadas injusta y subjetivamente por los jueces. Paralelamente, explicaba el funcionamiento, objetivo e historia del Comité de Petición Femenino.
A partir de 2006 la activista fue puesta en vigilancia por el Ministerio de Interior y el ministro de la Corte Real, Shaikh Khalid bin Ali bin Abdullah Al Khalifa. Además, se prohibió la publicación de información referente a ella en los medios de comunicación y, por lo tanto, que apareciera en ellos exponiendo sus ideas. En 2007 estableció el Fórum de Mujeres Musulmanas para los Derechos Humanos y Democracia junto a la ex primera ministra de Pakistán, Benazir Bhutto, y la activista iraní Shirin Ebadi. Su blog personal fue bloqueado en el país en 2009 (no puede ser consultado desde Baréin) y se le vedó la publicación de artículos en él. Se habla, pese a que no se ha confirmado, de espionaje domiciliario y extorsión por parte del gobierno durante este período. Todo esto se cree que fue consecuencia de la carta que la activista dirigió personalmente al rey, donde la hablaba de la nefasta situación de la mujer -estatus que su esposa, la reina Sabika bint Ibrahim Al Jalifa, no ha sabido ni querido defender.  Paralelamente, Jamsheer acusó a la casa real de manipular las elecciones para sacar a los candidatos conservadores y no a las mujeres liberales, como ejemplifica con el caso de boicot a la parlamentaria Lafeeta Al Gaood.
En 2011 las protestas se extendieron por el país, protestas sofocadas por el gobierno duramente, lo cual dio pie al resurgimiento de Jamsheer como líder social en pugna contra la corruptela del régimen de los jarifa; la violencia policial a la hora de la represión de los movimientos sociales y la corrupción gubernamental formaban parte central de las protestas. Esto, según ella misma contó, supuso un aumento en las amenazas que recibía por parte de autoridades y que se le negara la atención primaria en los hospitales públicos, por lo que viajó hasta Catar para pedir asilo político, pero el país vecino no se lo concedió y hubo de volver a Baréin.
Tres años después, fue condenada a un año y ocho meses de prisión por unos tuits en los que acusaba al Hospital Universitario Rey Hamad de ser parte de una trama de corrupción administrativa que involucraba directamente a la casa real. El 14 de septiembre de este año fue encarcelada en el Centro de Detención de Mujeres de Madinat Isasentenciada por difundir mensajes “insultantes y difamatorios”; pasados tres meses, fue puesta en libertad bajo arresto domiciliario, aunque 12 horas más tarde volvió a ser detenida por un supuesto delito de atentado contra la autoridad. Se la acusaba de haber insultado y agredido a una agente de policía. Supuestamente, las autoridades le habían hecho llegar una carta en la que se le informaba de que no podía abandonar el país por orden del fiscal general a causa de sus incidentes con la justicia, pero ella argumentaba que no se la puso en conocimiento hasta que se dispuso a coger un avión en el Aeropuerto Internacional de Baréin con destino a Francia por motivos de salud y no se le permitió. Tras pasar por la Corte Criminal el 1 de octubre de 2015, el 26 de noviembre fue sentenciada por la Corte de Apelación a un año de prisión y la suspensión durante 3 años por “asaltar a una agente de policía”; la falta de pruebas hizo que se denegara la sentencia y fuera puesta en libertad
Volvió a ser detenida al año siguiente, en agosto de 2016, a su llegada al aeropuerto de Manama tras un viaje a Londres, donde recibió atención médica, ya que argumentaba que no se le concedía en su país. Su estancia en la cárcel de mujeres de Isa no fue justificada con cargos, por lo que se cree que está relacionada con su crítica pública del conocido como caso Bandargate. Su estado de salud iba empeorando por la negativa del funcionariado de prisiones de concederle el tratamiento especializado que requería para las dolencias de la Artritis reumatoide que padece; al final, se le concedió una cama y el tratamiento adecuado, pero no un especialista que la tratara. Fue liberada el 12 de diciembre de ese mismo año a cambio de realizar trabajos comunitarios designados por el Gobierno, a consecuencia de su grave estado de salud.
Con la prohibición que recae sobre ella de acudir a cualquier medio de comunicación y la inhabilitación de su blog en 2009, Jamsheer sigue envuelta en más de 10 causas y pocas son las noticias que llegan sobre ella, por lo que no conocemos su estado actual.
El de Ghada Jamsheer no es un caso aislado, sino que otras activistas bahreiníes por los derechos de la mujer como Badriya Rabi'a, Fatima al-Hawaj y Mariam Ahmad se han encontrado con obstáculos similares a nivel judicial en el ejercicio de sus reivindicaciones. Todas ellas están vinculadas a artículos de prensa publicados en el periódico Akhbar al-Khaleeja y han sido acusadas de “herejía por atentar contra la ley de Dios”.

## Repercusión internacional
La revista Time la reconoció como una de las cuatro heroínas de la libertad en el mundo árabe en 2006, mientras que Forbes la escogió como una de las 10 mujeres árabes más poderosas, también en 2006.
El caso de Ghada Jamsheer ha impactado a nivel internacional; asociaciones como Amnistía Internacional, Front Line Defenders, Reporteros Sin Fronteras o Centro del Golfo para los Derechos Humanos, entre muchas otras, denuncian su situación y la de miles de activistas en el país por el lamentable estado en el que se encuentra el derecho de libertad de expresión y protesta

## Obra
-The Executioner and the Victim in Sharia Courts (2005) Publicación: Bahrein; Literary Treasures House.